# Fernando Kreling
Fernando „Cachopa” Gil Kreling (ur. 13 stycznia 1996 w Caxias do Sul) – brazylijski siatkarz, grający na pozycji rozgrywającego, reprezentant Brazylii.

## Sukcesy klubowe
Superpuchar Brazylii:
- 2015, 2016, 2017, 2021

Klubowe Mistrzostwa Świata:
- 2015, 2016[3], 2021
- 2019
- 2017

Puchar Brazylii:
- 2016, 2018, 2019, 2020, 2021

Klubowe Mistrzostwa Ameryki Południowej:
- 2016, 2017, 2018, 2019, 2020, 2022[4]

Liga brazylijska:
- 2016, 2017, 2018, 2022[5]
- 2019

Puchar Challenge:
- 2024[6]

Liga włoska:
- 2024[7]

## Sukcesy reprezentacyjne
Mistrzostwa Ameryki Południowej Kadetów:
- 2012

Mistrzostwa Świata U-23:
- 2013

Mistrzostwa Ameryki Południowej Juniorów:
- 2014

Mistrzostwa Ameryki Południowej U-23:
- 2014, 2016

Puchar Panamerykański Juniorów:
- 2015

Puchar Panamerykański:
- 2015

Memoriał Huberta Jerzego Wagnera:
- 2019[8]

Mistrzostwa Ameryki Południowej:
- 2019, 2021
- 2023[9]

Puchar Świata:
- 2019

Liga Narodów:
- 2021
- 2025[10]

Mistrzostwa Świata:
- 2022[11]

## Nagrody indywidualne
- 2012: Najlepszy rozgrywający Mistrzostw Ameryki Południowej Kadetów
- 2014: Najlepszy rozgrywający Mistrzostw Ameryki Południowej Juniorów
- 2016: Najlepszy rozgrywający Mistrzostw Ameryki Południowej U-23
- 2021: Najlepszy rozgrywający Klubowych Mistrzostw Świata